# 新茂原駅
新茂原駅（しんもばらえき）は、千葉県茂原市長尾にある、東日本旅客鉄道（JR東日本）外房線の駅である。

## 歴史
- 1955年（昭和30年）9月15日：国鉄の駅として開設[1]。旅客営業のみ[2]。
- 1963年（昭和38年）2月1日：行き違い設備を設置し、供用開始[3]。
- 1981年（昭和56年）12月1日：貨物取扱開始[2]。同時に茂原駅を起点としていた三井東圧化学千葉工業所（現在の三井化学市原工場茂原分工場）への専用線を当駅起点に変更。
- 1987年（昭和62年）4月1日：国鉄分割民営化に伴い、東日本旅客鉄道（JR東日本）と日本貨物鉄道（JR貨物）の駅となる[1]。
- 1994年（平成6年）10月1日：専用線発着コンテナ貨物取扱開始[2]。
- 1996年（平成8年）3月16日：貨物列車設定及び専用線発着コンテナ貨物・専用線発着車扱貨物取扱廃止[2]。同時に三井東圧化学専用線が廃止。
- 1999年（平成11年）4月1日：JR貨物の駅（臨時車扱貨物取扱）が廃止。
- 2001年（平成13年）11月18日：ICカード「Suica」の利用が可能となる[広報 1]。
- 2010年（平成22年）12月4日：データイムのみ京葉線直通快速列車が停車開始[4]。

## 駅構造
島式ホーム1面2線を有する地上駅。ホームは嵩上げされていない。駅舎とホームは跨線橋で連絡している。
茂原統括センター（茂原駅）管理のJR東日本ステーションサービスによる業務委託駅で、自動券売機、簡易Suica改札機が設置されている。みどりの窓口、自動改札機は設置されていない。
2010年（平成22年）2月10日より外房線PRC型自動放送が導入された。

### のりば

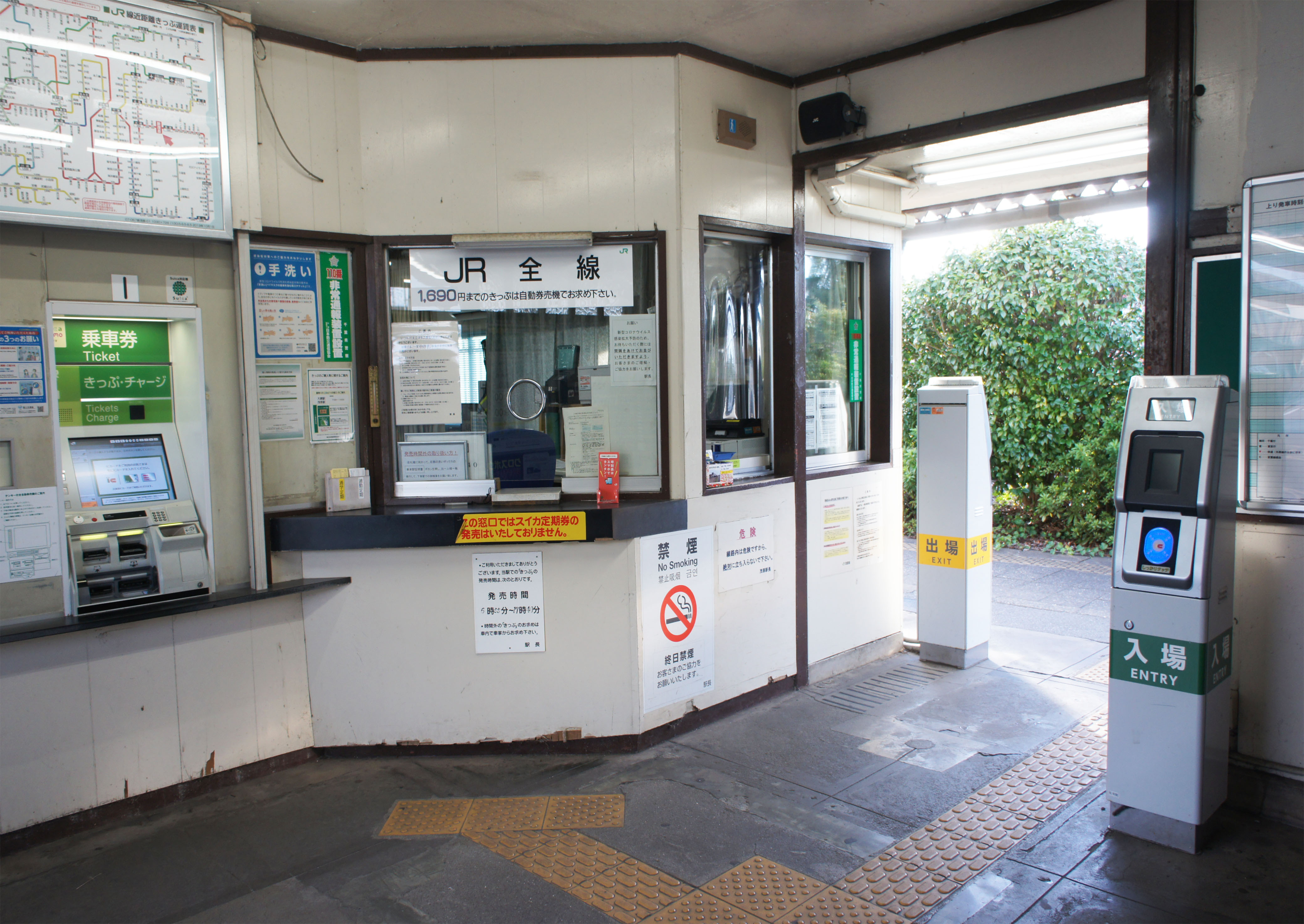
改札口（2021年11月）
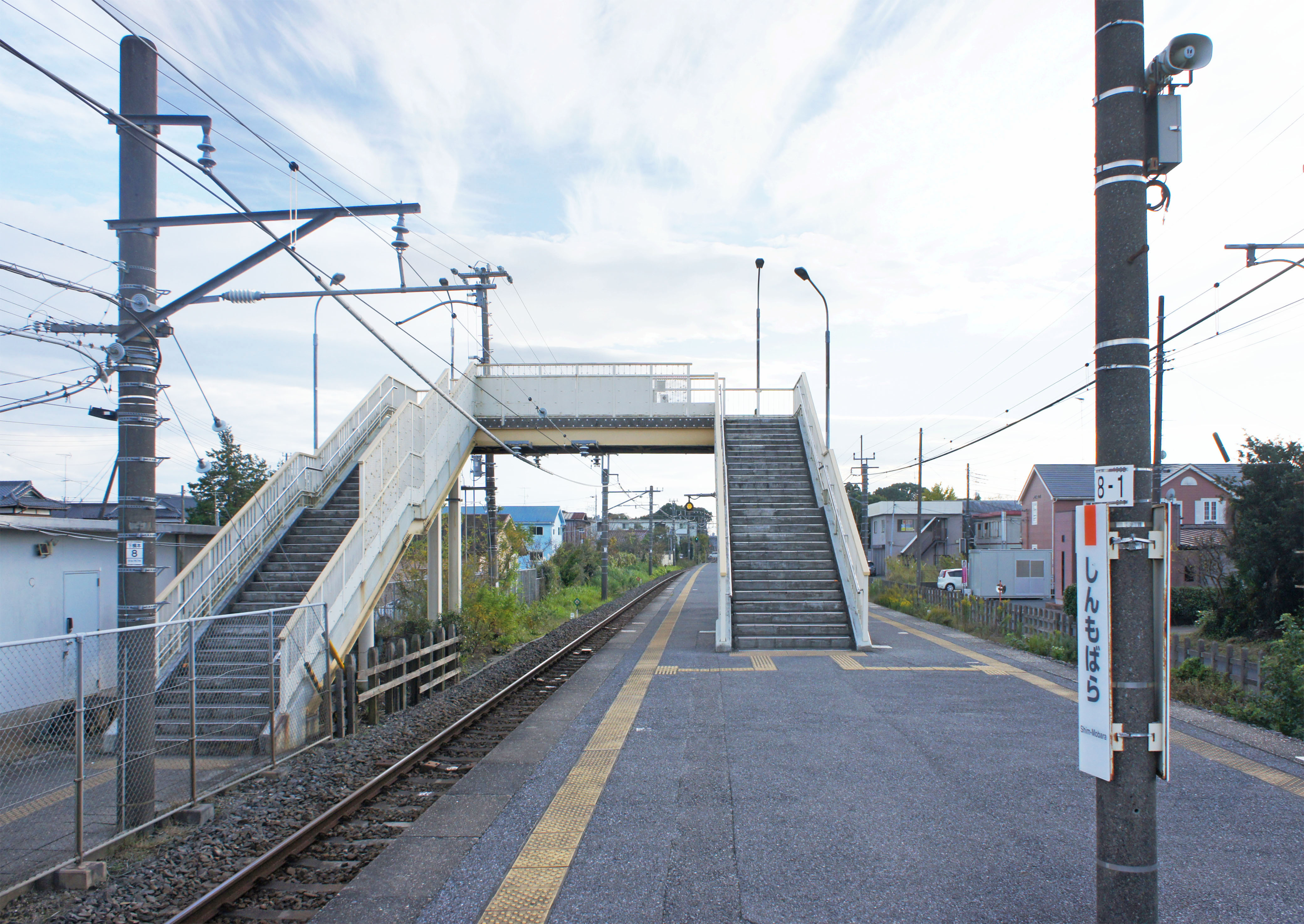
駅ホーム（2021年11月）

| 番線 | 路線    | 方向 | 行先               |
| ---- | ------- | ---- | ------------------ |
| 1    | ■外房線 | 下り | 茂原・安房鴨川方面 |
| 2    | ■外房線 | 上り | 千葉・東京方面     |

（出典：JR東日本:駅構内図）
- ホームは10両編成までに対応する。

- 改札口（2021年11月）
- 駅ホーム（2021年11月）

## 利用状況
2023年度（令和5年度）の1日平均乗車人員は1,235人である。
JR東日本および千葉県統計年鑑によると、1990年度（平成2年度）以降の1日平均乗車人員の推移は以下の通り。
| 年度               | 1日平均 乗車人員 | 出典     |
| ------------------ | ---------------- | -------- |
| 1990年（平成02年） | 1,309            | [ * 1 ]  |
| 1991年（平成03年） | 1,392            | [ * 2 ]  |
| 1992年（平成04年） | 1,463            | [ * 3 ]  |
| 1993年（平成05年） | 1,513            | [ * 4 ]  |
| 1994年（平成06年） | 1,507            | [ * 5 ]  |
| 1995年（平成07年） | 1,526            | [ * 6 ]  |
| 1996年（平成08年） | 1,510            | [ * 7 ]  |
| 1997年（平成09年） | 1,481            | [ * 8 ]  |
| 1998年（平成10年） | 1,468            | [ * 9 ]  |
| 1999年（平成11年） | 1,501            | [ * 10 ] |
| 2000年（平成12年） | 1,489            | [ * 11 ] |
| 2001年（平成13年） | 1,443            | [ * 12 ] |
| 2002年（平成14年） | 1,441            | [ * 13 ] |
| 2003年（平成15年） | 1,391            | [ * 14 ] |
| 2004年（平成16年） | 1,417            | [ * 15 ] |
| 2005年（平成17年） | 1,455            | [ * 16 ] |
| 2006年（平成18年） | 1,408            | [ * 17 ] |
| 2007年（平成19年） | 1,446            | [ * 18 ] |
| 2008年（平成20年） | 1,491            | [ * 19 ] |
| 2009年（平成21年） | 1,452            | [ * 20 ] |
| 2010年（平成22年） | 1,340            | [ * 21 ] |
| 2011年（平成23年） | 1,318            | [ * 22 ] |
| 2012年（平成24年） | 1,287            | [ * 23 ] |
| 2013年（平成25年） | 1,282            | [ * 24 ] |
| 2014年（平成26年） | 1,237            | [ * 25 ] |
| 2015年（平成27年） | 1,252            | [ * 26 ] |
| 2016年（平成28年） | 1,226            | [ * 27 ] |
| 2017年（平成29年） | 1,213            | [ * 28 ] |
| 2018年（平成30年） | 1,233            | [ * 29 ] |
| 2019年（令和元年） | 1,259            | [ * 30 ] |
| 2020年（令和02年） | 955              |          |
| 2021年（令和03年） | 1,076            |          |
| 2022年（令和04年） | 1,171            |          |
| 2023年（令和05年） | 1,235            |          |

## 1985年時の常備貨車
- 三井東圧化学所有
  - タキ5200形（メタノール専用）3両
  - タム3050形（ホルマリン専用）2両
  - タキ8000形（ホルマリン専用）1両
  - タキ24400形（アクリルアマイド液専用）5両
  - タサ4100形（液化アンモニア専用）5両

「昭和60年版私有貨車番号表」『トワイライトゾーンMANUAL13』ネコ・パブリッシング、2004年

## 駅周辺

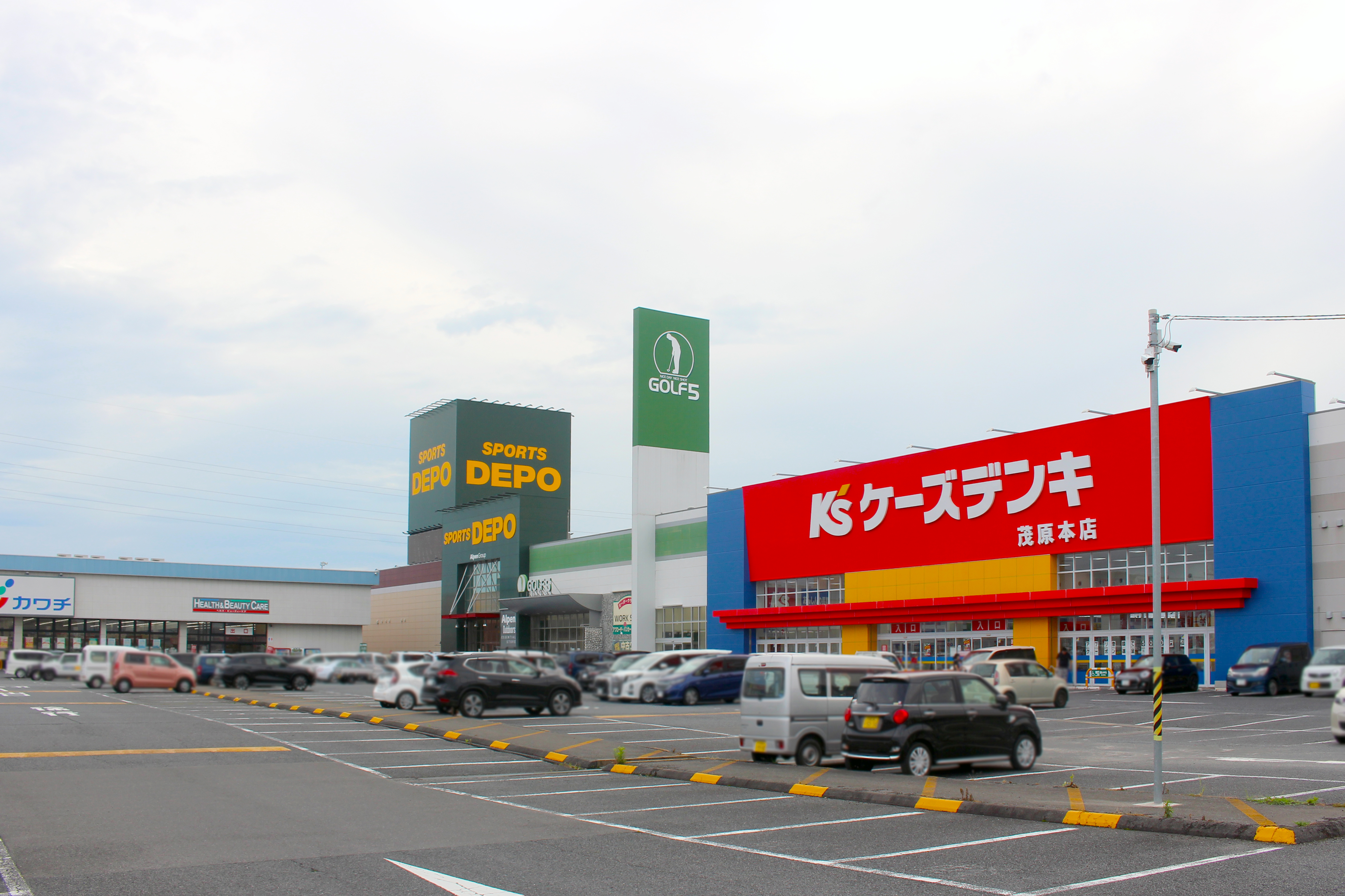
茂原セントラルモール

阿久川（一宮川支流）を越えた先には工場が広がる。旧日本軍茂原海軍航空基地の掩体壕が多く見られたが、現在では解体が進んでいる。
- 国道128号
- 千葉県道293号茂原環状線
- 茂原警察署新茂原交番
- 新茂原駅前郵便局
- 茂原自動車教習所
- 茂原市立新茂原幼稚園
- 三井化学市原工場茂原センター
- 沢井製薬関東工場
- 茂原セントラルモール
- ベイシア茂原店
- カインズ茂原店
- ニトリ茂原店

## バス路線
新茂原駅前
- 茂原市民バス
  - 東部（東郷）コース：茂原駅東口行

新茂原駅入口
- 小湊鉄道
  - 大網09：大網駅行 / 茂原駅南口行

## 隣の駅
東日本旅客鉄道（JR東日本）
■外房線
■快速（総武線経由）
通過
■快速（京葉線経由）・■普通（各駅停車）
本納駅 - 新茂原駅 - 茂原駅

### 記事本文

##### 広報資料・プレスリリースなど一次資料
1. ↑  “Suicaご利用可能エリアマップ（2001年11月18日当初）” (PDF).   東日本旅客鉄道. 2019年7月27日時点のオリジナルよりアーカイブ。2020年4月30日閲覧。

### 利用状況
1. ↑  千葉県統計年鑑 - 千葉県
2. ↑  統計もばら - 茂原市

JR東日本の2000年度以降の乗車人員
1. 1 2  各駅の乗車人員（2023年度） - JR東日本
2. ↑  各駅の乗車人員（2000年度） - JR東日本
3. ↑  各駅の乗車人員（2001年度） - JR東日本
4. ↑  各駅の乗車人員（2002年度） - JR東日本
5. ↑  各駅の乗車人員（2003年度） - JR東日本
6. ↑  各駅の乗車人員（2004年度） - JR東日本
7. ↑  各駅の乗車人員（2005年度） - JR東日本
8. ↑  各駅の乗車人員（2006年度） - JR東日本
9. ↑  各駅の乗車人員（2007年度） - JR東日本
10. ↑  各駅の乗車人員（2008年度） - JR東日本
11. ↑  各駅の乗車人員（2009年度） - JR東日本
12. ↑  各駅の乗車人員（2010年度） - JR東日本
13. ↑  各駅の乗車人員（2011年度） - JR東日本
14. ↑  各駅の乗車人員（2012年度） - JR東日本
15. ↑  各駅の乗車人員（2013年度） - JR東日本
16. ↑  各駅の乗車人員（2014年度） - JR東日本
17. ↑  各駅の乗車人員（2015年度） - JR東日本
18. ↑  各駅の乗車人員（2016年度） - JR東日本
19. ↑  各駅の乗車人員（2017年度） - JR東日本
20. ↑  各駅の乗車人員（2018年度） - JR東日本
21. ↑  各駅の乗車人員（2019年度） - JR東日本
22. ↑  各駅の乗車人員（2020年度） - JR東日本
23. ↑  各駅の乗車人員（2021年度） - JR東日本
24. ↑  各駅の乗車人員（2022年度） - JR東日本

千葉県統計年鑑
1. ↑  千葉県統計年鑑（平成3年）
2. ↑  千葉県統計年鑑（平成4年）
3. ↑  千葉県統計年鑑（平成5年）
4. ↑  千葉県統計年鑑（平成6年）
5. ↑  千葉県統計年鑑（平成7年）
6. ↑  千葉県統計年鑑（平成8年）
7. ↑  千葉県統計年鑑（平成9年）
8. ↑  千葉県統計年鑑（平成10年）
9. ↑  千葉県統計年鑑（平成11年）
10. ↑  千葉県統計年鑑（平成12年）
11. ↑  千葉県統計年鑑（平成13年）
12. ↑  千葉県統計年鑑（平成14年）
13. ↑  千葉県統計年鑑（平成15年）
14. ↑  千葉県統計年鑑（平成16年）
15. ↑  千葉県統計年鑑（平成17年）
16. ↑  千葉県統計年鑑（平成18年）
17. ↑  千葉県統計年鑑（平成19年）
18. ↑  千葉県統計年鑑（平成20年）
19. ↑  千葉県統計年鑑（平成21年）
20. ↑  千葉県統計年鑑（平成22年）
21. ↑  千葉県統計年鑑（平成23年）
22. ↑  千葉県統計年鑑（平成24年）
23. ↑  千葉県統計年鑑（平成25年）
24. ↑  千葉県統計年鑑（平成26年）
25. ↑  千葉県統計年鑑（平成27年）
26. ↑  千葉県統計年鑑（平成28年）
27. ↑  千葉県統計年鑑（平成29年）
28. ↑  千葉県統計年鑑（平成30年）
29. ↑  千葉県統計年鑑（令和元年）
30. ↑  千葉県統計年鑑（令和2年）